# Den Hommel (zwembad)
Den Hommel is een zwembad in de Nederlandse stad Utrecht dat tevens onderdak biedt aan andere activiteiten.

## Geschiedenis
Het zwembad is begin jaren 60 van de 20e eeuw aan de westzijde van Utrecht aangelegd. Het toenmalige gebouwencomplex werd ontworpen door de gemeentelijk architect Nijs Spronk (1926-1990). De officiële opening volgde in maart 1962. Binnen enkele jaren kreeg het uitbreiding. Het complex werd voorzien van meerdere binnenbaden. Buiten bevonden zich onder andere meerdere openluchtbaden, waaronder een 50-meterwedstrijdbad, een 10 meter hoge springtoren, tribunes en een zonneweide. Diverse watergerelateerde sporten en Utrechtse sportverenigingen kregen er sindsdien onderdak. Naast onder meer zwemmen en waterpolo, ging het complex ook plaats bieden aan een tafeltennis- en worstelvereniging S.D.Z. en kunstwerken van Theo van de Vathorst, Paulus Reinhard, Dick Elffers en Jan Boon. Gaandeweg de geschiedenis werden in Den Hommel diverse zwemtoernooien gehouden zoals in 1966 de Europese kampioenschappen zwemmen, en in 1968 en 1974 nationale kampioenschappen.
Rond 1991 werd Den Hommel grootschalig verbouwd.

## Fotogalerij

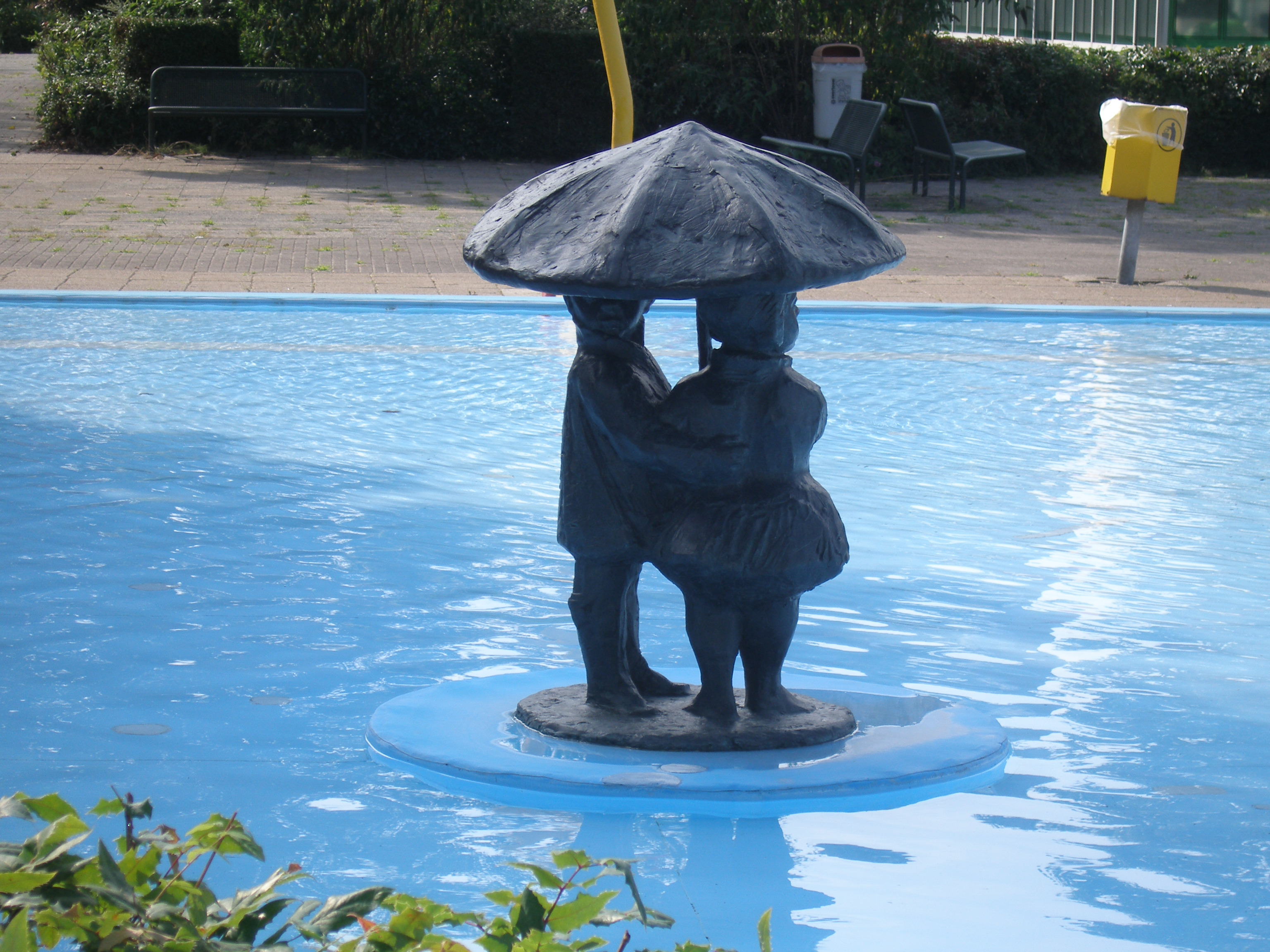
Beeld van Theo van de Vathorst bij Den Hommel (1966)
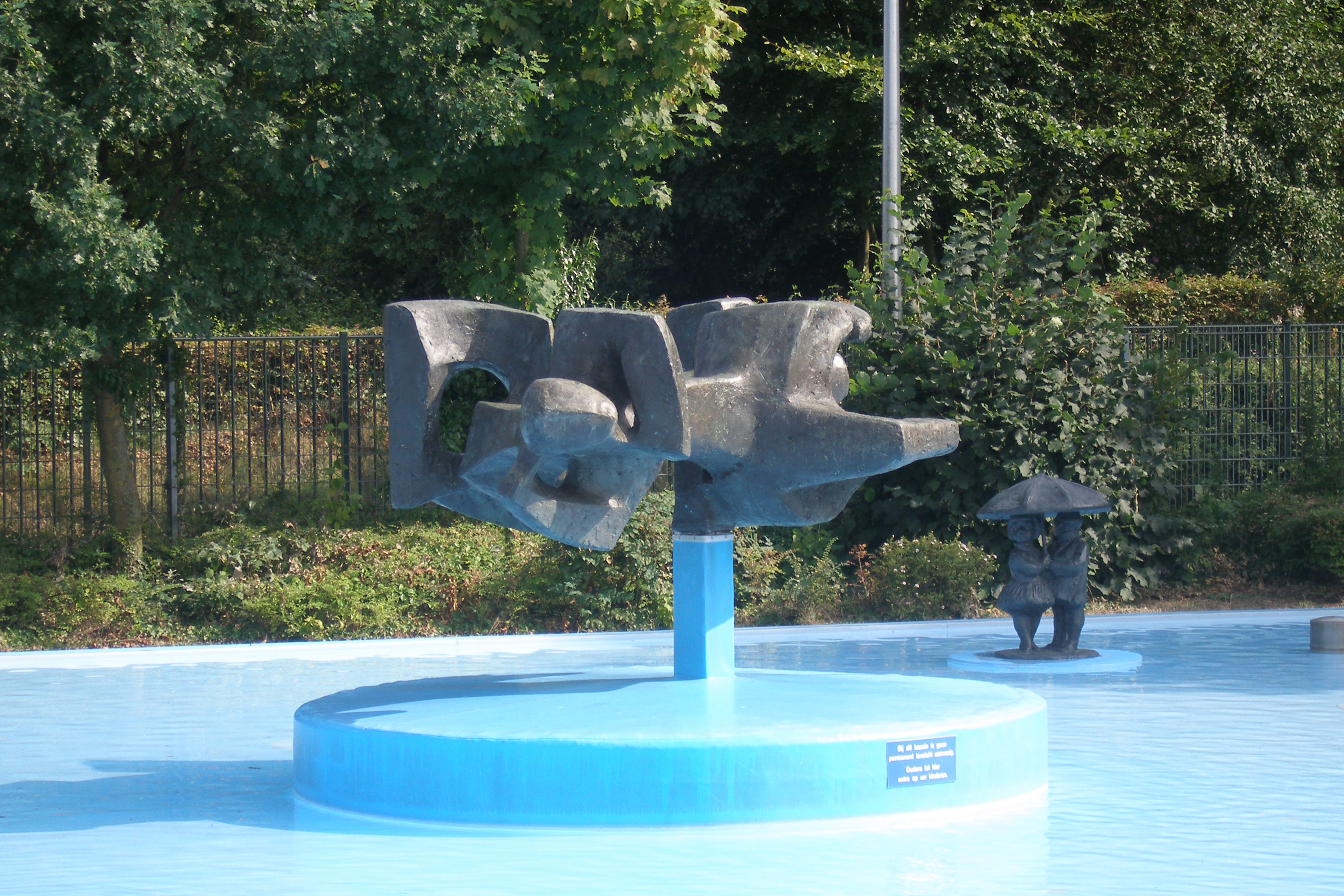
Zwemmende figuren Paulus Reinhard bij Den Hommel (1966)